# Romelectro
Romelectro este o companie diversificată din România, înființată în anul 1971.
Compania este furnizor de energie electrică, producător și prestator de servicii în domeniul energetic, printre activitățile sale numarându-se reabilitarea și modernizarea de linii electrice aeriene sau centrale termoelectrice.
Compania este patronată de oameni de afaceri conexați cu Dan Ioan Popescu, fost ministru al Economiei.
Romelectro deține 52,62% din capitalul social al ISPE (Institutul de Studii și Proiectări Energetice).
Compania mai deține participații la firmele Electromontaj Carpați Sibiu, Celpi, Energoproiect și Romelectro Construct.
Cifra de afaceri:
- 2004: 185,8 milioane lei[2]
- 2005: 269,8 milioane lei[2]
- 2006: 357,5 milioane lei (101,4 milioane euro)[1]

## Celpi
Înființată în anul 1953, Celpi SA a fost privatizată în 1990 în proporție de 85%, Romelectro fiind acționar principal.
Societatea realizează stâlpi pentru transport de energie electrică, confecții metalice pentru construcții civile și industriale, cleme și armături pentru linii electrice, turnuri de telefonie GSM, zincare termică etc.
Totodată, compania asigură servicii de proiectare și execuție „la cheie” de structuri metalice, incluzând manufactura și montajul acestora.
În primele opt luni din 2007, compania a realizat o cifră de afaceri de 19,8 milioane lei